# Мертві душі
«Мертві душі» (рос. Мёртвые души) — твір українського та російського письменника Миколи Гоголя, вперше виданий у 1842 році. Складається з повного першого тому, другий зберігся у вигляді фрагментів, а зміст третього приблизно реконструюється на основі інших праць Гоголя.
Сюжет першого тому описує аферу головного героя, Павла Чичикова, котрий, користуючись недосконалістю законодавства, задешево скуповує в поміщиків їхніх померлих кріпаків, щоб потім використати їх під виглядом живих для власного збагачення. Головна дія розвивається у стосунках Чичикова з поміщиками та чиновниками, котрі уособлюють різні вади суспільства.
Гоголь визначив літературний жанр свого твору як «епічна поема в прозі». Сучасні літературні критики вважають роман найвизначнішим твором Гоголя.

## Пояснення назви
У Російській імперії до скасування кріпацтва у 1861 році, землевласники мали право на власних невільних людей-кріпаків, що обробляли їхню землю. Кріпаки вважалися власністю поміщика, і їх можна було купувати, продавати чи заставляти, як і будь-яке інше рухоме майно. Для обліку використовувалося слово «душа», наприклад, говорили «шість душ кріпаків». Сюжет роману ґрунтується на «мертвих душах» (тобто померлих кріпаках), які до наступного обліку вважалися власністю поміщика і могли бути продані. Чичиков за безцінь купував померлих для того, щоб використати їх як повноцінну заставу й отримати підйомні за переселення своїх «кріпаків» на освоювані пустельні землі Херсонської губернії.
З іншого боку, назва роману стосується «мертвих душ» персонажів-поміщиків і різних аспектів їхнього морального і духовного виродження, яке стає зрозумілим в процесі ближчого ознайомлення читача з ними.

## Історія написання

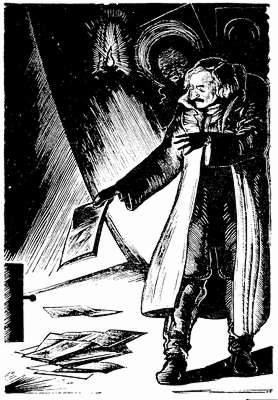
Гоголь спалює рукописи. Ксилографія до повісті С. Сергєєва-Ценського «Гоголь іде в ніч». 1934 р.

### Перший том
Сюжет поеми був підказаний Гоголю Олександром Сергійовичем Пушкіним імовірно в вересні 1831 року. Відомості про це сягають «Авторської сповіді», написаної в 1847 році і опублікованої посмертно в 1855 році. Пушкін, бувши в засланні у Кишеневі, дізнався від полковника Ліпранді про курйозний випадок: в місті Бендери кілька років поспіль офіційно не помирали ніхто, крім військових. Так сталося, бо туди тікали кріпаки, що брали собі імена померлих людей без документів аби переховуватися від поліції. Гоголь використав переказ цієї історії для власної книги.
Перші глави Гоголь читав Пушкіну перед своїм від'їздом за кордон. Робота продовжилася восени 1836 року в Швейцарії, потім у Парижі і пізніше в Італії. До цього часу в автора склалося ставлення до свого твору, як до «священного заповіту поета» і літературного подвигу, який має одночасно значення патріотичного, що повинен відкрити долю Росії і світу. У Баден-Бадені в серпні 1837 Гоголь читав незакінчену поему в присутності фрейліни імператорського двору Олександри Смирнової (уродженої Россет) і сина Миколи Карамзіна Андрія Карамзіна, в жовтні 1838 роки читав частину рукопису Олександру Тургенєву. Робота над першим томом проходила в Римі в кінці 1837 року — початку 1839 року.
Після повернення в Росію Гоголь читав розділи з «Мертвих душ» в будинку Аксакових в Москві у вересні 1839 року, потім в Санкт-Петербурзі у Василя Жуковського, Миколи Прокоповича та інших близьких знайомих. Остаточною обробкою першого тому письменник займався в Римі з кінця вересня 1840 року по серпень 1841 року.
Повернувшись до Росії, Гоголь читав глави поеми в будинку Аксакових і готував рукопис до видання. На засіданні Московського цензурного комітету 12 грудня 1841 року, з'явилися перешкоди до публікації рукопису, переданого на розгляд цензору Івану Снєгірьову, який, ймовірно, ознайомив автора з тим, що можуть виникнути ускладнення. Побоюючись цензурної заборони, в січні 1842 Гоголь через Бєлінського переправив рукопис в Санкт-Петербург і просив друзів А. О. Смирнова, Володимира Одоєвського, Петра Плетньова, Михайла Вієльгорського допомогти з проходженням цензури.
9 березня 1842 року книжка була дозволена цензором Олександром Нікітенком, однак зі зміненою назвою і без «Повісті про капітана Копєйкіна». Ще до отримання цензурного примірника рукопис почали набирати в друкарні Московського університету. Гоголь сам взявся оформити обкладинку роману, написав дрібними буквами «Пригоди Чичикова, або» і великими «Мертві душі». У травні 1842 року книга вийшла під назвою «Пригоди Чичикова, або Мертві душі, поема М. Гоголя». В СРСР і сучасній Росії назва «Пригоди Чичикова» не використовується.

### Другий том
Від другого тому збереглися лише окремі розділи в чорнових варіантах, які він зачитував друзям. Відомо про декілька копій цих фрагментів, які поширювалися серед друзів Гоголя після 1852 року. Відомості про їхній зміст не цілком тотожні. В усякому разі Гоголь володів варіантом, повнішим і за обсягом і за насиченістю сюжету. Про приблизний загальний зміст другого тому можна судити з книги Гоголя «Вибрані місця з листування з друзями», виданої в 1847 році. Існує кілька версій про долю тому:
- Свідоме знищення: Гоголь рано вранці 12 лютого 1852 року свідомо спалив твір, яким був незадоволений[5]. На можливі підстави спалення вказує лист Гоголя до сенатора Аркадія Россета, де зазначається: «Скажу вам не жартома, що я хворію на незнання багатьох речей у Росії, які мені потрібно знати… Усі відомості, які я придбав досі з неймовірною працею, мені недостатні для того, щоб „Мертві душі“ мої були тим, чим їм слід бути»[4]. Письменник визнавав, що не мав детального плану щодо подальшого розвитку образу Чичикова, «…я відчував щось на кшталт огиди: все в мене виходило натягнуто, насильно і навіть те, над чим я сміявся, ставало сумним»[1].
- Випадкова втрата: Гоголь, повернувшись зі всенічної в пригніченому стані, помилково спалив чистовик замість призначених для спалення чернеток[5].
- Другий том уцілів: Гоголь до кінця 1851 році закінчив другий том «Мертвих душ», на думку автора і його слухачів, — шедевр. У лютому 1852 р., відчуваючи наближення своєї смерті, Гоголь спалив непотрібні чернетки і папери. Після його смерті рукопис другого тому «Мертвих душ» потрапив до графа Олексія Толстого і по цей день перебуває десь в цілості й схоронності[5].

Критики-сучасники Гоголя вважали рішення спалити другий том «втратою розуму» у письменника.

### Третій том
Відомості про зміст третього тому мають гіпотетичний характер. Якщо Гоголь мав якісь напрацювання щодо нього, то зовсім невеликі, можливо початкові глави. Проте про задум автора написати «Мертві душі» в трьох частинах свідчать його записи ще 1842 року.

## Сюжет

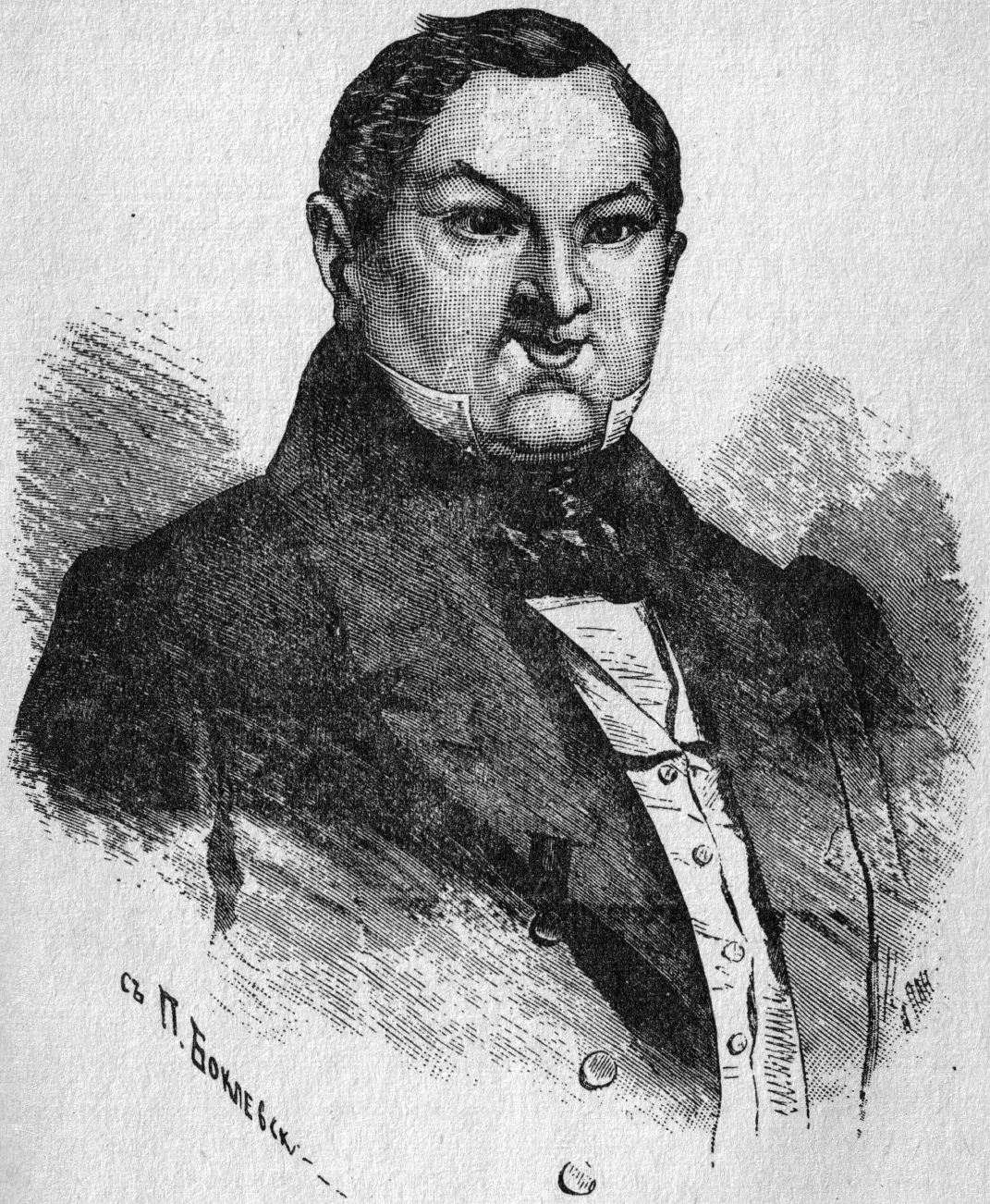
Чичиков, ілюстрація Петра Боклевського, 1895 р.

### Перший том
У неназване губернське місто («місто N») приїжджає чоловік непевного віку Павло Іванович Чичиков, який вдає із себе поміщика. Він зупиняється в готелі та доручає своєму слузі Петрушці дізнатися хто в місті впливові люди та чи володіють вони кріпаками. За наступні дні Чичиков відвідує губернатора, віцегубернатора, прокурора та ще деяких, менш значних людей. На вечірці в губернатора він знайомиться з поміщиками Маніловим і Собакевичем, а в поліцмейстера — з Ноздрьовим. Завдяки красномовству та показній скромності Чичиков справляє на всіх гарне враження. Мета його приїзду — задешево купувати чи приймати в дар кріпаків, які вже померли, але за документами ще вважаються живими — так звані «мертві душі».
Потім Чичиков починає об'їжджати маєтки поміщиків навколо міста. Першим він відвідує відірваного від реальності мрійника Манілова. Цей поміщик зніжений і непрактичний, занурений у фантазії про гуманізм і нездійсненні проєкти. Йому Чичиков першому повідомляє свій намір купити «мертві душі». Манілов здивований пропозицією і побоюється, що це незаконно, але Чичиков переконує його, що так буде краще для всіх. У результаті Манілов віддає померлих кріпаків задарма.
Чичиков їде до Собакевича, але через п'яного кучера Селіфана, що переплутав дороги, потрапляє до поміщиці Коробочки вночі під час грози. Простакувата Коробочка дає Чичикову прихисток, а зранку вони обговорюють угоду про «мертві душі». Поміщиця здивована пропозицією, але переймається більше вигодою від продажу кріпаків. Чичиков обіцяє їй, що купить також оптом муку, сало та пір'я. Це переконує Коробочку продати кріпаків.
Далі Чичиков зупиняється в трактирі, де зустрічає Ноздрьова. Ноздрьов — запальний і азартний чоловік, який щойно програв велику суму в карти. Він запрошує Чичикова до свого маєтку і той сподівається, що Ноздрьов легко погодиться на продаж кріпаків аби закрити картярський борг. Але поміщик пропонує виграти «мертві душі» в карти, а коли Чичиков відмовляється — в шашки. Під час гри в шашки Ноздрьов порушує правила і коли опонент протестує, наказує двом слугам побити Чичикова. Рятує Чичикова лише раптовий приїзд капітана-справника, що привіз Ноздрьову повістку до суду за образу поміщика Максимова. Скориставшись нагодою, Чичиков чимдуж тікає.
Він прямує до Собакевича — чоловіка грубого та приземленого, зацікавленого лише в матеріальній вигоді. Собакевич критикує міських чиновників і не дивується пропозиції Чичикова. Проте він хоче за «мертві душі» непомірно багато грошей і зменшує ціну тільки після довгих торгів. Під час розмови Собакевич згадує свого сусіда Плюшкіна, в якого померло багато кріпаків. Очікуючи вигоду, Чичиков вирушає туди.
Плюшкін — самотній і старий чоловік, одержимий бажанням накопичувати непотрібні речі. Побачивши Чичикова, він підозрює його в бажанні задарма пообідати. Плюшкін спершу не вірить Чичикову, але той переконує старого скнару продати йому 200 померлих і втікачів.

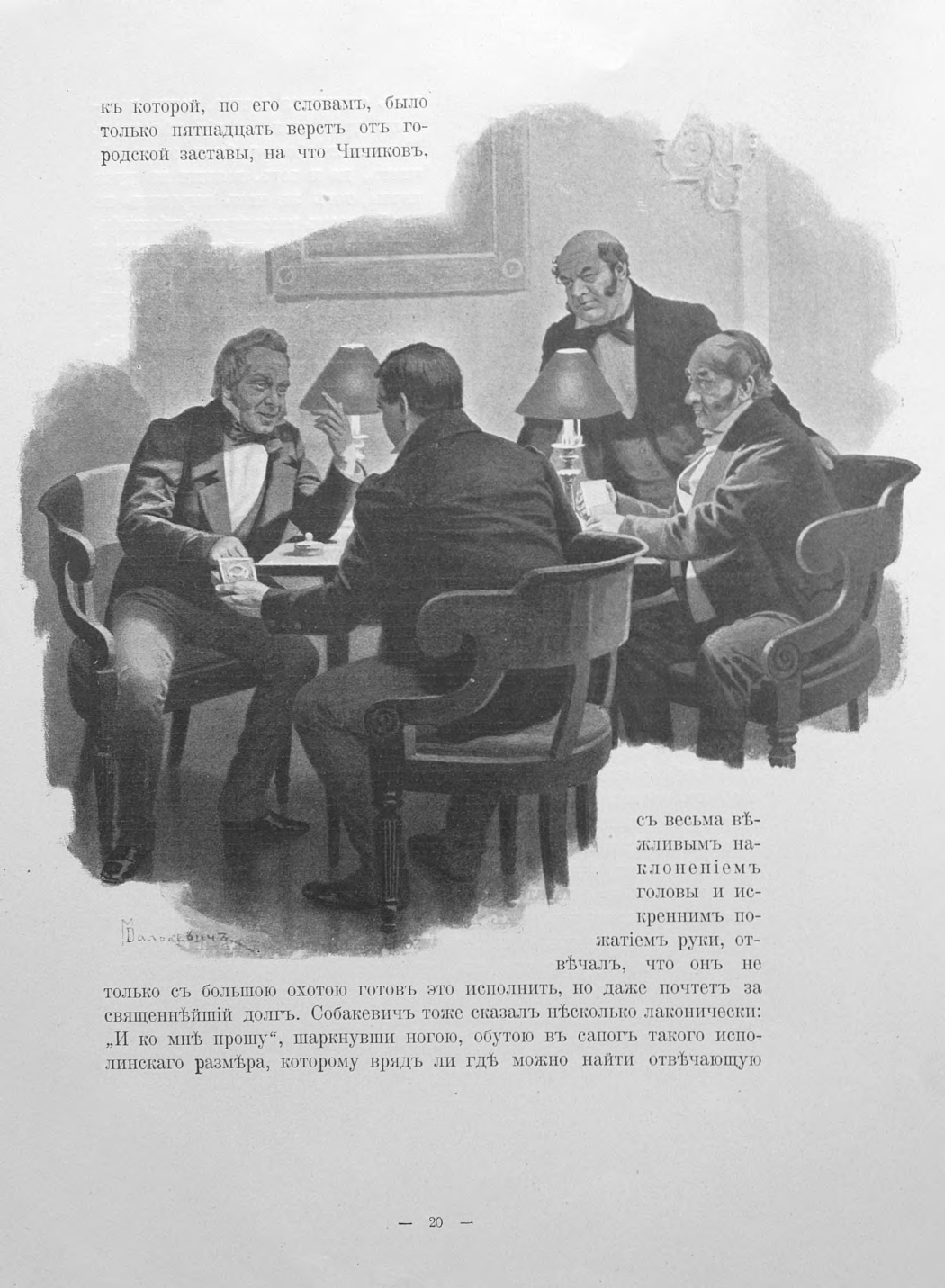
Міські чиновники. Ілюстрація 1901 р.

Тепер Чичиков повертається до міста, щоб оформити документи на куплених кріпаків. Щоб пришвидшити справу, він дає хабаря канцеляристу Івану Антоновичу. Поміщики, що продали кріпаків, присилають до міста своїх повірених, за винятком Мінілова та Собакевича, котрі приїхали особисто. Голова міської канцелярії цікавиться де Чичиков селитиме куплених кріпаків і той бреше, що має маєток у Херсонській губернії, де вдосталь землі. Позаяк це велика угода (Чичиков мав би заплатити за кріпаків близько 100 тис. рублів, але фактично віддав набагато менше), відсвяткувати її чиновники йдуть до поліцмейстера. Авторитет Чичикова дедалі зростає, ширяться чутки, що він мільйонер. Він отримує романтичного листа від невідомої жінки.
На наступному балу в губернатора всі цікавляться Чичиковим. Його приваблює дочка губернатора, і це помічають інші присутні жінки. Зненацька на бал вривається п'яний Ноздрьов і привселюдно викриває аферу Чичикова, що той купляв мертвих кріпаків. Хоча Ноздрьову не вірять, Чичиков поспіхом покидає бал. Потім Коробочка підтверджує заяву Ноздрьова, цікавлячись чи не подорожчали тепер «мертві душі». Жителі міста намагаються зрозуміти навіщо купувати померлих, висуваючи неймовірні версії. Дехто вважає, що «мертві душі» — це якась метафора, інші думають, що Чичиков — таємний ревізор. Чуткам сприяє новина, що десь у тих краях може перебувати фальшивомонетник і розбійник-утікач.
Чиновники збираються для розслідування хто ж такий Чичиков. Його сприймають за слідчого, розбійника, ображеного на владу капітана Копєйкіна, та навіть за Наполеона. Чиновники вирішують розпитати Ноздрьова, але той підтверджує кожну чутку. Він ще й пропонує власну версію — що Чичиков викрав дочку губернатора і скористається своїми грошима аби незаконно з нею обвінчатися. Міський прокурор під враженням від почутого помирає.
У той час Чичиков нездужає та не знає про чутки. Ноздрьов відвідує його та розповідає, що всі в місті вважають Чичикова фальшивомонетником. Тоді Чичиков вирішує наступного ранку тікати з міста.
Наприкінці описується дитинство Чичикова та обставини, що сформували його життєві цінності — грошима та улесливістю досягати особистої вигоди. Походячи з родини небагатих дворян, Чичиков виріс злодійкуватим і лицемірним чоловіком. Гоголь докладно описує як саме Чичиков придумав свою аферу та завершує перший том порівнянням Росії з каретою Чичикова, запряженою трьома кіньми: керована негідником, вона спричиняє шум, безлад, і прямує невідомо куди на подив сусідів.

### Другий том
У другому томі Гоголь планував зобразити позитивних героїв і зміни на краще деяких колишніх персонажів. Зокрема він розробляв позитивний образ Тентетникова та його нареченої Уліньки, через який планував показати молодіжні рухи 1830-1840-х років. Через певний твір про Росію Тентетникова повинні були відправити в заслання до Сибіру, а Улінька вирушила б із ним. Письменник мав намір описати в другому томі гідних, адекватних поміщиків, які слугують взірцями аристократії. Від цієї частини книги залишилися лише неповні І-ІV глави в їхніх ранніх варіантах. Відомо і про таких персонажів, як землевласників Костанжогло, Вороново-Дрянново, Петуха та поміщика, який писав би про агрономію, занедбавши господарство. В останніх главах мав би з'явитися крім того священник.

### Третій том
Деякі літературознавці припускають, що уривок, який іноді визначається як V глава другого тому, насправді належить до третього. Про характер третього тому можна припускати, порівнюючи «Мертві душі» з «Божественною комедією», як це запропонував Петро В'яземський у 1866 році. За такого трактування перший том описував «Пекло», другий «Чистилище», а третій «Рай» з моральним перетворенням колишніх негативних персонажів. Можливо, дія розгорталася б у Сибіру, куди викритого Чичикова відправили б у заслання і де він зустрів би Тентетникова й Уліньку. Плюшкін міг би стати до того часу «безсрібником» і мандрівником, позбувшись своєї скупості, і теж потрапив би до Сибіру. Гоголь наприкінці життя цікавився Сибіром і міг використати фольклорні перекази про загублені благодатні землі, сховані там, як образ утопічного земного Раю.

## Продовження та доповнення
У 1872 році в журналі «Русская старина» вийшла друком стилізація під твір Гоголя, подана як невідомі досі уривки другого тому. Її автор, російський механік, полковник Микола Ястржембський, не бажав публікувати свій твір, але рукопис відніс до редакції його друг, директор гімназії Богоявленський. Редакція журналу пізніше визнала твір розіграшем, хоча тогочасні критики зазначали високу якість тексту.
Своєрідне продовження «Мертвих душ» написав Михайло Салтиков-Щедрін у нарисах «Листи до тітоньки» (1882), де постарілий поміщик Ноздрьов описує долю інших персонажів.
Спробу відтворити другий том із включенням збережених фрагментів, і третій, здійснював російський письменник Юрій Авакян. Реконструкції опубліковані відповідно в 1994 і 2008 роках. На відміну від можливого задуму Гоголя, в третьому томі від Авакяна Чичиков отримує омріяне багатство, але помирає.

## Адаптації

Чичиков у виконанні Олександра Калягіна в екранізації 1984 року

### Опера
- «Мертві душі» (1976) — опера Родіона Щедріна за мотивами твору Гоголя.

### Кінематограф
- «Мертві душі» (1909) — німий художній фільм, знятий в Російській Імперії компанією «Торговий дом Ханжонкова». Режисером стрічки був Петро Чардинін.
- «Мертві душі» (1960) — радянський художній фільм режисера Леоніда Трауберга за спектаклем «Мертві душі» (1932) Костянтина Станіславського та Василя Сахновського; інсценування однойменної п'єси Михайла Булгакова, заснованої на творі Гоголя.
- «Мертві душі» (1969) — фільм-спектакль, створений Ленінградським телебаченням.
- «Пригоди Чичикова: Манілов» і «Пригоди Чичикова: Ноздрьов» (1974) — лялькові фільми, створені студією «Союзмультфільм».
- «Мертві душі» (1979) — фільм-спектакль, створений Московським художнім театром.
- «Мертві душі» (1984) — мінісеріал Михайла Швейцера від студії «Мосфільм».
- «Справа про мертві душі» (2005) — російський телесеріал від каналу НТВ, заснований на різних творах Гоголя, про чиновника, який розшукує зниклого Чичикова.
- «Гоголь» (четверта глава, 2019) — кіносеріал російського режисера Єгора Баранова від російської продюсерської компанії «Середа», заснований на різних творах Гоголя. Четверта глава є екранізацією «Мертвих душ».
- «Мертві душі» (2020) — мінісеріал Григорія Константинопольского для онлайн-кінотеатру IVI, де дія перенесена в сучасну Росію. Чичиков тут будує аферу з елітними місцями на кладовищі.

## Переклади українською
Перший україномовний переклад роману «Мертві душі» здійснив Іван Франко, який зробив його за рекордні 4 місяці у 1882 році. Книжка вийшла у Львові в 1882 році під назвою «Мертви душѣ, або Вандрôвки Чичикова»; у самому виданні ім'я перекладача, Івана Франка, не було вказано.
У 1934 році у Харкові вийшов український переклад Григорія Косинки, але без зазначення перекладача, лише з поміткою «під редакцією Валер'яна Підмогильного», бо Косинка на момент виходу перекладу у 1934 році вже був у статусі «не-особи», оскільки його було розстріляно кількома місяцями раніше у ході Великої чистки українських інтелектуалів.
Потім аналогічні переклади з'явились у 1935 році у Києві-Харкові (з позначенням «під редакцією Антона Хуторяня/Ф. Гавриша, та М. Щербака»), у 1948 році у Києві («під редакцією Костянтина Шмиговського»), у 1952 році у Києві («під редакцією Івана Сенченка»). Всі ці україномовні переклади 1930-1950-их років виходи без зазначення імен перекладачів. На думку літературознавця Максима Стріхи це був передрук перекладу саме Григорія Косинки. Погоджується з тезою Стріхи й літературознавиця Євгенія Прохоренко, яка стверджує, що перекладачем був Григорій Косинка, і у 1934 році «вийшли в його перекладі українською мовою „Мертві душі“, які з того часу і видавалися без імені перекладача аж до 60-х років».
Про те, що авторство перекладу 1934 року належало саме Косинці дізнались у 1968 році, коли Косинку посмертно реабілітували і його вдова Тамара Мороз-Стрілець та колеги письменники почали згадувати у своїх мемуарах, що саме Косинці належав переклад 1934 року. Але й у подальших передруках перекладач Григорій Косинка не вказувався. Його ім'я було вперше вказано лише у виданні 2009 року, де поряд з першим томом містяться й уривки з другого тому у версії перекладу Івана Сенченка 1952 року.
- Микола Гоголь. Мертви душѣ, або Вандрôвки Чичикова. Пер з рос.: Іван Франко[30]. Львів: Накладом редакції «Дѣла». 1882. 280 стор.[16][15]

- Микола Гоголь. Мертві душі. Пер. з рос.: Григорій Косинка[31] за ред. Валер'яна Підмогильного; переднє слово: Л. Каменев, Д. Заславський. Харків: ЛіМ. 1934. 312 стор. (Дешева бібліотека художньої літератури)[17]
  - (передрук) Микола Гоголь. Мертві душі. Пер. з рос.: Григорій Косинка[32] за ред. Антона Хуторяна, Ф. Гавриша, та М. Щербака // Микола Гоголь. Вибрані твори. Пер з рос.: Григорій Косинка та ин. Київ-Харків: Держлітвидав, 1935. 681 стор.: С. 428—635.[33][19]
  - (передрук) Микола Гоголь. Мертві душі. Пер. з рос.: Григорій Косинка[32] за ред. Костянтина Шмиговського // Микола Гоголь. Вибрані твори. Пер з рос.: Григорій Косинка та ин. Київ: ДВХЛ, 1948. 517 стор.: С. 304—516.[20]
  - (передрук) Микола Гоголь. Мертві душі. Пер. з рос.: Григорій Косинка[32] за ред. Івана Сенченка // Микола Гоголь. Твори: В 3 т. Пер з рос.: Григорій Косинка та ин.; заг. ред.: М. Гудзія. Київ: Худож. літ., 1952. Т. 3. С. 7—373.[33][21]
  - (передрук) Микола Гоголь. Мертві душі. Пер. з рос.: Григорій Косинка[32] за ред. Івана Сенченка // Микола Гоголь. Програмні твори. Пер з рос.: Григорій Косинка та ин. Післямова: Валерій Шевчук. Київ: Обереги, 2000. 576 стор.: С. ?-?. ISBN ? (Зарубіжна література в освіті. Хрестоматія II).[33]
  - (передрук) Микола Гоголь. Мертві душі. Пер. з рос.: Григорій Косинка[32] за ред. Івана Сенченка; малюнки: О. Агіна, Є. Бернадський. Київ: НК-Богдан, 2004. 128 стор. ISBN ? (Шкільний роман-газета; вип. 4)
  - (передрук) Микола Гоголь. Мертві душі. Пер. з рос.: Григорій Косинка[32] за ред. Івана Сенченка // Микола Гоголь. Повісті. Харків: Прапор, 2007. ? стор.: С. 154—413.[33]
  - (передрук) Микола Гоголь. Мертві душі. Пер. з рос.: Григорій Косинка[32] за ред. Івана Сенченка; передм. та навч.-метод, матеріали: Н. Комар. Київ: Школа, 2009. 336 стор. ISBN ? (Бібліотека шкільної класики)
  - (передрук) Микола Гоголь. Мертві душі. Мертві душі. Пер. з рос.: Григорій Косинка[34] за ред. Івана Сенченка // Микола Гоголь. Зібрання творів: у 7 т. Т. 5: Мертві душі. Пер. з рос.: Григорій Косинк за ред. Валер'яна Підмогильного та інші; упоряд.: Павло Михед; редкол.: М. Жулинський (голова) та ін. Київ: Наукова думка. 2009. 360 стор. ISBN ?